# Lolium rigidum
Lolium rigidum là một loài thực vật có hoa trong họ Hòa thảo. Loài này được Gaudich. mô tả khoa học đầu tiên năm 1811.

## Hình ảnh

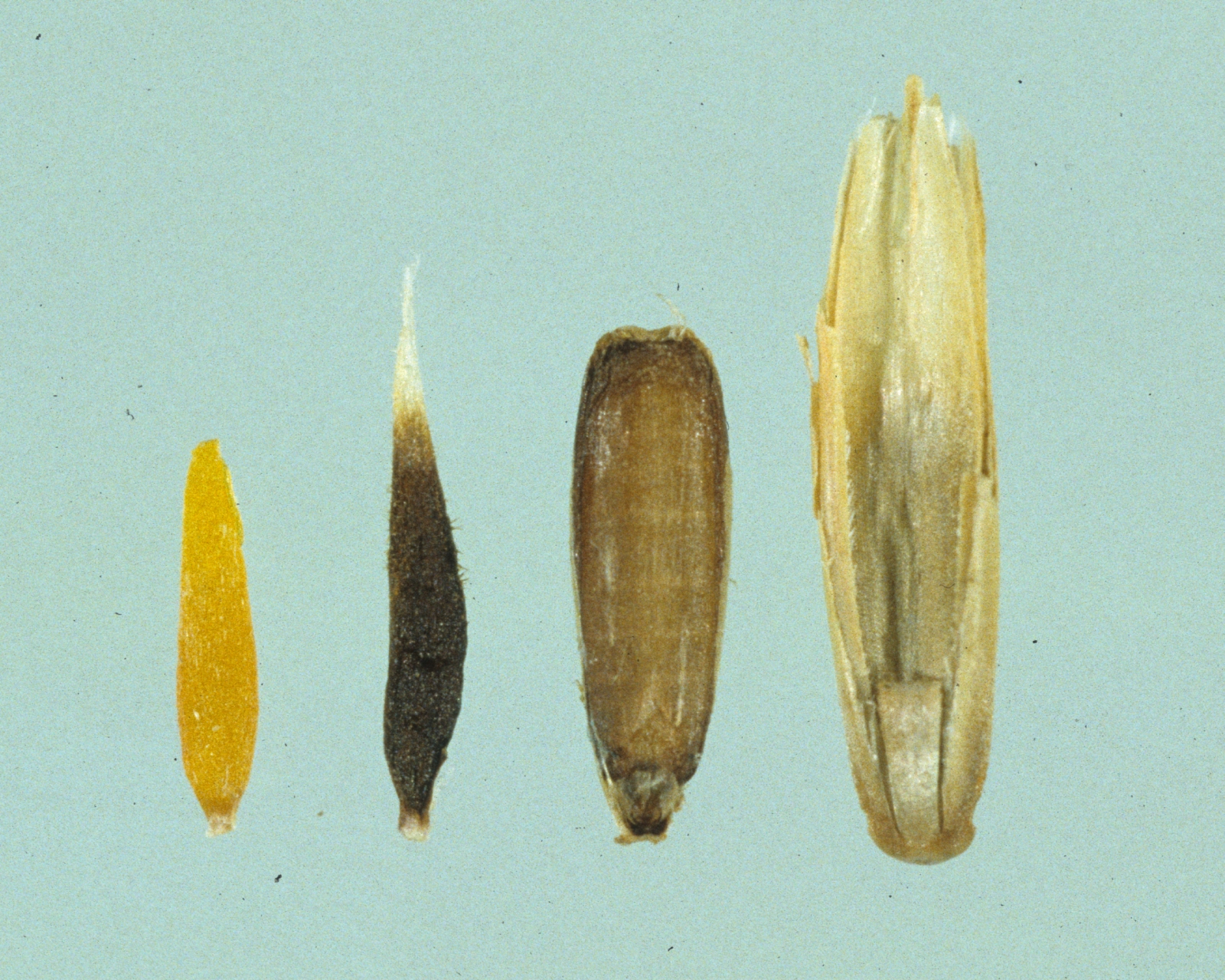
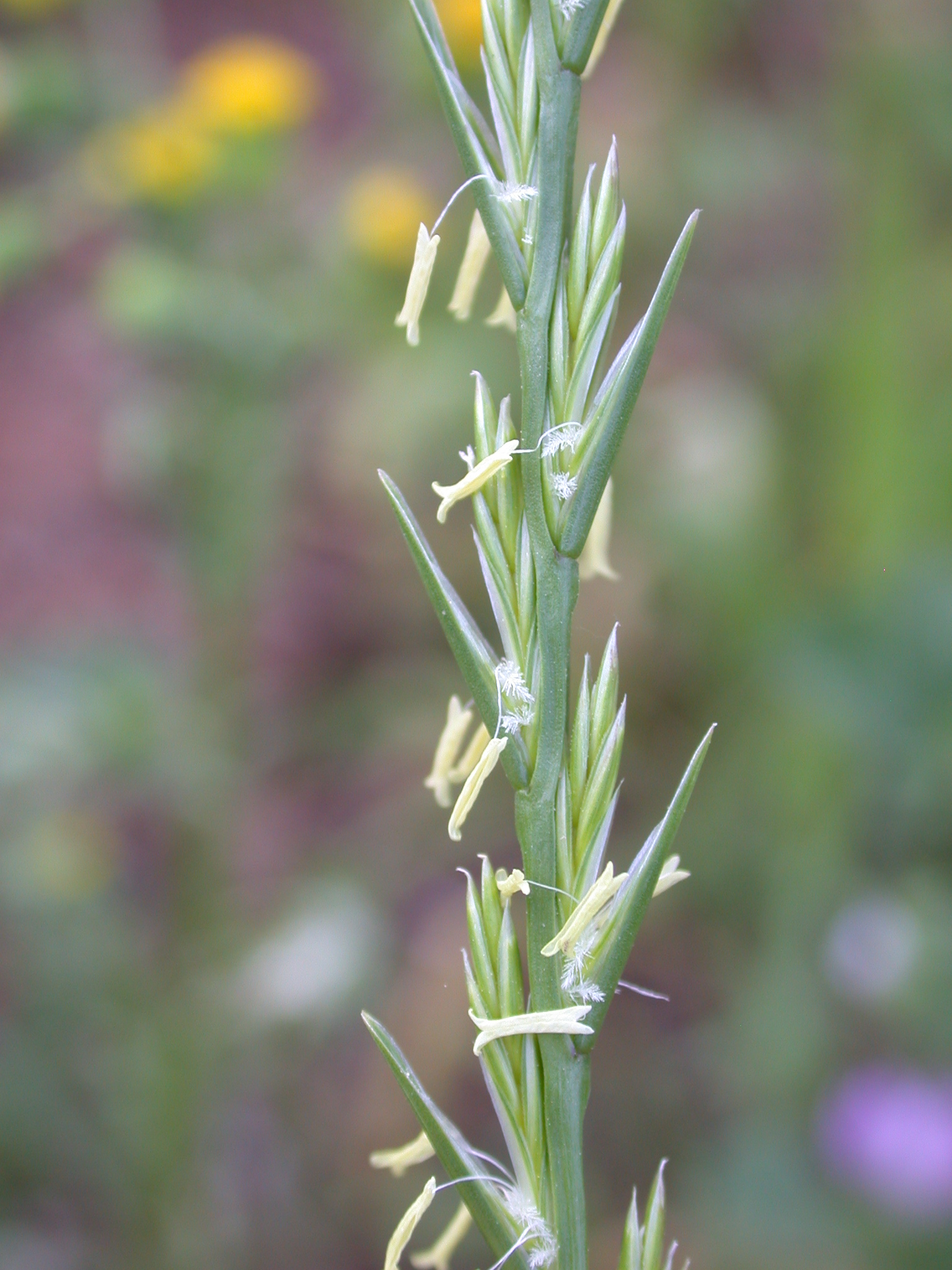